# World’s Scariest Police Chases
World’s Scariest Police Chases (we Francji wydana jako Folles Poursuites) – szwedzko-amerykańsko-brytyjska komputerowa gra akcji wyprodukowana przez UDS. Gra została wydana początkowo na konsolę PlayStation, w 2001 roku przez Activision. Wersja na konsolę Dreamcast została wyprodukowana przez Teeny Weeny Games i wydana przez Fox Interactive w tym samym roku. Prace nad wersjami gry na PlayStation 2 i komputery osobiste anulowano, a jej kontynuacja pod tytułem World’s Scariest Police Chases 2 została zawieszona.
Fabuła World’s Scariest Police Chases jest oparta na amerykańskim serialu telewizyjnym World’s Wildest Police Videos. Gracz wciela się w grze w kierowcę radiowozu ścigającego przestępców. Gra obejmuje kilka różnorodnych trybów rozgrywki. Dostępny jest tryb gry wieloosobowej, w którym mogą uczestniczyć dwie osoby.
Gra spotkała się z mieszanymi reakcjami recenzentów, osiągając średnią ocen odpowiednio 66% i 54% w agregatorach GameRankings oraz Metacritic. Różnie oceniano rozgrywkę, natomiast krytykowano oprawę audiowizualną.

## Fabuła
Fabuła gry została oparta na amerykańskim serialu telewizyjnym World's Wildest Police Videos. Gracz wciela się w postać policjanta, którego zadaniem jest walka z przestępczością.
Akcja gry rozgrywa się w fikcyjnym mieście Ashland, jednak podczas rozrywki w jednym z miejsc widnieje napis Newark (nazwę taką nosi szereg miejscowości w Stanach Zjednoczonych, m.in. największe miasto w stanie New Jersey).

## Rozgrywka
W grze zawarto 20 misji w trybie Single mission (tryb kariery). Gracz może rozpocząć pościg za przestępcą, wyszukać i pojmać podejrzanych, rozpocząć wyścig do celu, eskortować VIP-ów, dokonać interwencji policyjnej, udzielić pomocy. Akcja gry jest komentowana przez Johna Bunnella. W grze zawarto ponad 50 kilometrów dróg i autostrad, na których panują zmienne warunki atmosferyczne oraz efekty pogodowe takie jak: deszcz, mgła, pioruny, itp. Rozgrywka ma miejsce w nocy lub w dzień. Gracz ma do wyboru 13 pojazdów, które mają różny model jazdy oraz różne uzbrojenie, m.in. strzelby, granaty lub lekką broń przeciwczołgową, które może wykorzystać tylko podczas jazdy samochodem. Gra umożliwia wpisanie kodów, oszustw które zmieniają rozgrywkę. Gracz ma możliwość obejrzenia powtórki, podczas niej może ustawić kąt miejskich kamer.
W lewym dolnym rogu wyświetlana jest mała mapa (pełna dostępna jest w menu podczas rozgrywki), która pokazuje aktualną pozycję gracza oraz ściganego pojazdu. Obok mapy po prawej stronie znajdują się wskaźniki informujące o przeciwniku. W lewym górnym rogu jest położony wskaźnik uszkodzeń pojazdu gracza. W prawym górnym rogu znajduje się ramka ze wskaźnikiem broni.
Gra dostępna jest w dwóch wersjach językowych: angielskiej oraz francuskiej.

### Tryby gry
W grze dostępne są dwa poboczne tryby rozgrywki: Pursuit mode i Free Patrol.
W trybie gry wieloosobowej może brać udział dwóch graczy, jeden gracz prowadzi pojazd a drugi operuje bronią. Istnieje sześć trybów: Deathmatch (w tym trybie gracze zderzają ze sobą swoje samochody), Race (wyścig do mety), Biathlon (przejazd przez punkty kontrolne), Chase (pościg policyjny), Speed (wyścig na czas), Crimewave (gracze współpracują ze sobą lub toczą pojedynki).

## Produkcja i wydanie gry
W maju 2000 roku gra w wersji na PC została zaprezentowana na targach E3 2000. W zaprezentowanej wersji udostępniono jedną misję oraz film prezentujący zadanie. 14 sierpnia 2000 roku zostały opublikowane pierwsze zrzuty ekranu z gry.
Firmy Activision i Fox wspierały finansowo wydanie gry. Została zorganizowana loteria z nagrodami o wartości do 50 000 dolarów, trwająca od 28 czerwca do 31 grudnia 2001 roku.
1 grudnia 2000 roku poinformowano, że gra będzie wydana tylko na konsolę PlayStation, a edycje na inne platformy zostały anulowane. UDS wykorzystało część elementów z wersji PC przy redesignu wersji na PlayStation. 4 grudnia poinformowano, że gra zostanie wydana w kwietniu 2000 roku.
World’s Scariest Police Chases została stworzona przez UDS. Activision wydał ją na konsolę PlayStation 21 maja 2001 roku w Stanach Zjednoczonych i 29 czerwca tego samego roku w Europie. W Niemczech gra została wydana przez Activision Deutschland 5 kwietnia 2002 roku. Wersja na konsolę Dreamcast została wyprodukowana przez Teeny Weeny Games i wydana przez Fox Interactive w 2001 roku. Wydanie gry w wersji na PlayStation 2 tworzonej przez Sierra Entertainment zostało anulowane. Wstrzymano również produkcję portu na komputery osobiste tworzonego przez Fox Interactive i Teeny Weeny Games.
Gra otrzymała klasyfikację wiekową T – Teen od organizacji ESRB, G – General od OFLC i 12 od USK.

## Odbiór gry
World’s Scariest Police Chases w wersji dla PlayStation spotkał się z mieszanymi reakcjami recenzentów, osiągając według agregatora GameRankings średnią wynoszącą 66.11% maksymalnych ocen. Recenzent o pseudonimie DrMoo z Game Revolution do wad gry zaliczył błędy w rozgrywce, słabą prezentację oraz to, że gracz może wcielić się jedynie w rolę policjanta. Do pozytywnych cech gry zaliczył komentatora Johna Bunnella, uważając go za zabawnego, a za drugą pozytywną rzecz uznał przyzwoity model jazdy. Ryan Davis z portalu GameSpot stwierdził, że gra została źle zrealizowana, a największym błędem było ograniczenie możliwości policji i złodziei. Pisał też, że tekstury gry są w niskiej rozdzielczości, a podczas pościgu ścigany samochód może być słabo widoczny do tego stopnia, że gracz będzie musiał spojrzeć na mapę, by zorientować się, gdzie znajduje się poszukiwany pojazd. Davis rzekł jednak, że w grze zawarto wysokiej jakości udźwiękowienie – każdy samochód policji ma inny dźwięk silnika, pisku opon i syrenę. Doug Perry z serwisu IGN w swojej recenzji zakomunikował, że gra pod każdym aspektem od podstawowych zasad do realizacji misji, przypomina produkcję Drivera firmy Reflcetions Interactive, ale nie jest tak dobra, natomiast nie wygląda tak źle jak jego kontynuacja – Driver 2. Perry zauważył również, że grafika gry jest w niskiej rozdzielczości, dźwięki samochodu uznał zaś za mało przekonujące. Pochwalił jednak narrację Johna Bunnella.

## Kontynuacja
Kontynuacja World’s Scariest Police Chases 2 była produkowana w wersjach na konsole PlayStation 2 i Xbox przez Vivendi Games, a wydanie było planowane nakładem HotGen Studios. Wydanie gry zostało anulowane.